# White Water (Oklahoma)
White Water es un lugar designado por el censo ubicado en el condado de Delaware en el estado estadounidense de Oklahoma. En el Censo de 2010 tenía una población de 80 habitantes y una densidad poblacional de 41,39 personas por km².

## Geografía
White Water se encuentra ubicado en las coordenadas 36°30′6″N 94°43′44″O / 36.50167, -94.72889. Según la Oficina del Censo de los Estados Unidos, White Water tiene una superficie total de 3.11 km², de la cual 3.11 km² corresponden a tierra firme y (0%) 0 km² es agua.

## Demografía
Según el censo de 2010, había 80 personas residiendo en White Water. La densidad de población era de 41,39 hab./km². De los 80 habitantes, White Water estaba compuesto por el 62.5% blancos, el 0% eran afroamericanos, el 11.25% eran amerindios, el 6.25% eran asiáticos, el 0% eran isleños del Pacífico, el 0% eran de otras razas y el 20% pertenecían a dos o más razas. Del total de la población el 1.25% eran hispanos o latinos de cualquier raza.